# Bharat Electronics
Bharat Electronics Limited (BEL) est une société d’électronique aérospatiale et de défense appartenant au gouvernement indien. Elle fabrique principalement des produits électroniques de technologie avancée pour les applications terrestres et aérospatiales. BEL est l’une des seize PSU relevant du ministère de la Défense de l'Inde. Elle a reçu le statut de Navratna par le gouvernement de l’Inde.
Au 1er janvier 2024, la valeur du carnet de commandes de la société était de ₹ 76 217 crore.

## Historique
Bharat Electronics Limited a été fondée en 1954 à Bangalore, dans le Karnataka, en Inde.
En commençant par la fabrication de quelques équipements de communication en 1956, BEL a commencé à fabriquer des tubes de récepteur en 1961, des semi-conducteurs au germanium en 1962 et des émetteurs radio pour AIR en 1964 avec l’aide de l’Union soviétique.
En 1966, BEL a mis en place une usine de fabrication de radars pour l’armée et la R&D interne. En 1967, BEL a commencé à fabriquer des tubes émetteurs, des dispositifs en silicium et des circuits intégrés. L’usine de fabrication de PCB a été créée en 1968.
En 1970, BEL a commencé à fabriquer des tubes cathodiques TV en noir et blanc, des tubes à rayons X et des tubes micro-ondes. En 1971, BEL met en place des installations de fabrication de circuits intégrés et de micro-circuits hybrides. En 1972, BEL a établi des installations de fabrication d’émetteurs de télévision pour Doordarshan. En 1973, BEL a commencé à fabriquer des radars pour les frégates de la marine.
Dans le cadre de la politique de décentralisation du gouvernement et pour des raisons stratégiques, BEL a mis en place de nouvelles unités à différents endroits du pays. La deuxième unité de BEL a été créée à Ghaziabad en 1974 pour fabriquer des radars et des équipements de communication Tropo pour l’armée de l'air indienne. La troisième unité a été créée à Pune en 1979 pour fabriquer des convertisseurs d’images et des tubes intensificateurs d’image.
En 1980, le premier bureau à l’étranger de BEL a été créé à New York pour l’approvisionnement en composants et matériaux.
En 1981, une usine de fabrication de batteries au dioxyde de magnésium et de manganèse a été créée à Pune. La division de l’électronique spatiale a été créée à Bangalore en 1982 pour soutenir les programmes de satellites. Cette année-là, BEL a réalisé un chiffre d'affaires de 1 milliard de livres sterling (21 millions de dollars américains).
En 1983, l’Andhra Scientific Company (ASCO) a été rachetée par BEL et l’a convertie en sa quatrième unité de fabrication à Machilipatnam.
En 1985, la cinquième unité a été créée à Chennai pour la fourniture de l’électronique des chars, à proximité de l’usine de véhicules lourds de Chennai de l’Ordnance Factory Board. La sixième unité a été créée à Panchkula la même année pour fabriquer du matériel de communication militaire.
En 1986, BEL a mis en place trois unités. Sa septième unité a été créée à Kotdwara pour fabriquer des équipements de commutation, la huitième unité pour fabriquer des coques en verre pour la télévision à Taloja (Navi Mumbai) et la neuvième unité à Hyderabad pour fabriquer des équipements de guerre électronique.
En 1987, une division distincte de l’équipement naval a été créée à Bangalore pour se concentrer davantage sur les projets navals. Le premier laboratoire central de recherche a été créé à Bangalore en 1988 pour se concentrer sur la recherche et développement pour le futur.
En 1989, BEL a commencé à fabriquer des systèmes de commutation et de transmission de télécommunications, ainsi qu’à mettre en place l’usine de fabrication de masse à Bangalore et à fabriquer le premier lot de 75 000 machines à voter électroniques.
L’accord pour la création de la première coentreprise de BEL, BE DELFT, avec M/s Delft of Holland, a été signé en 1990. Celle-ci est ensuite devenue une filiale de BEL avec le départ du partenaire étranger et a été rebaptisée BEL Optronic Devices Limited.
Le deuxième laboratoire central de recherche a été créé à Ghaziabad en 1992. Le premier désinvestissement (20%) et la cotation des actions de la société aux bourses de Bangalore et de Mumbai ont eu lieu en 1992.
En 1996, BEL a réalisé un chiffre d’affaires de 10 milliards de livres sterling (215 millions de dollars).
En 1997, GE BEL, la deuxième coentreprise avec M/s GE, USA, a été créée ainsi que la troisième JVC avec M/s Multitone, UK, BEL Multitone. La même année, les États-Unis ont imposé des restrictions d’approvisionnement à BEL.
En 1998, BEL a ouvert son deuxième bureau à l’étranger à Singapour pour s’approvisionner en composants en Asie du Sud-Est. La même année, les États-Unis et l’Europe ont imposé des sanctions à BEL. L’entreprise a pu surmonter les effets des sanctions et a maintenu les livraisons promises aux clients.
En 2000, BEL a réorganisé son unité de Bangalore en six Strategic Business Units (SBU). Les groupes de R&D de Bangalore ont également été restructurés en groupes centraux spécifiques et en groupes de développement de produits. La même année, les actions BEL sont cotées à la Bourse nationale.
En 2002, BEL est devenu le premier PSU de défense à obtenir le statut opérationnel de Mini Ratna de catégorie I. En 2003, le chiffre d’affaires de l’entreprise a franchi la barre des 25 milliards de livres sterling (540 millions de dollars). En 2005, BEL a réalisé un chiffre d’affaires de 32,20 milliards de livres sterling (695 millions de dollars). BEL a réalisé un chiffre d’affaires de 35,60 milliards ₹ (767 millions de dollars) en 2005-2006.
Le 12 mai 2010, Boeing a annoncé qu’il avait reçu la technologie de communication Data Link II pour le P-8I de la marine indienne de Bharat Electronics Limited (BEL) en avril, un mois plus tôt que prévu. BEL a livré le système de communication de conception indienne qui permettrait l’échange de données tactiques et de messages entre les avions, les navires et les établissements côtiers de la marine indienne. Boeing a installé le système lors de l’assemblage final du P-8I,,.
En 2011, la société gouvernementale indienne Bharat Electronic Limited (BEL) a présenté l’ensemble de ses capacités C4ISR, y compris les technologies de guerre centrées sur le réseau développées en interne à Aero India 2011. Il s’agit notamment du système de commandement et de contrôle, de la gestion de l’espace aérien, du suivi multi-capteurs, du simulateur de situation et de l’algorithme tactique pour les applications de défense aérienne ; système de gestion du champ de bataille et un système de surveillance côtière 24 heures sur 24, 7 jours sur 7.
Centre de commandement et de contrôle intégré, ville intelligente de Gangtok, Sikkim.
En 2019, la société d’État indienne Bharat Electronic Limited (BEL) a remporté l’appel d’offres pour la mise en œuvre du projet « Centre de commandement et de contrôle intégré » pour la Gangtok Smart City dans le cadre de la mission Smart Cities initiée par le ministère du Logement et des Affaires urbaines du gouvernement indien.
En outre, de nouveaux produits et technologies, notamment des radios logicielles, des crypteurs en masse de nouvelle génération et des radios tactiques à données élevées, ont également été présentés. Les produits aéroportés exposés comprenaient un système d’empreinte digitale radar, une liaison de données, un ordinateur de contrôle de vol numérique et une identification ami ou ennemi. La gamme complète d’équipements électro-optiques, y compris des appareils de vision nocturne, une boussole numérique portative et un système de navigation terrestre avancé, était également exposée.
BEL est l’intégrateur principal d’Akash, le système d'armes de défense aérienne par missiles guidés de fabrication indienne. Un autre système majeur est le radar de localisation d’armes, le radar passif à réseau phasé à la pointe de la technologie qui a fait l’objet d’essais réussis par les forces de défense indiennes.

## Produits

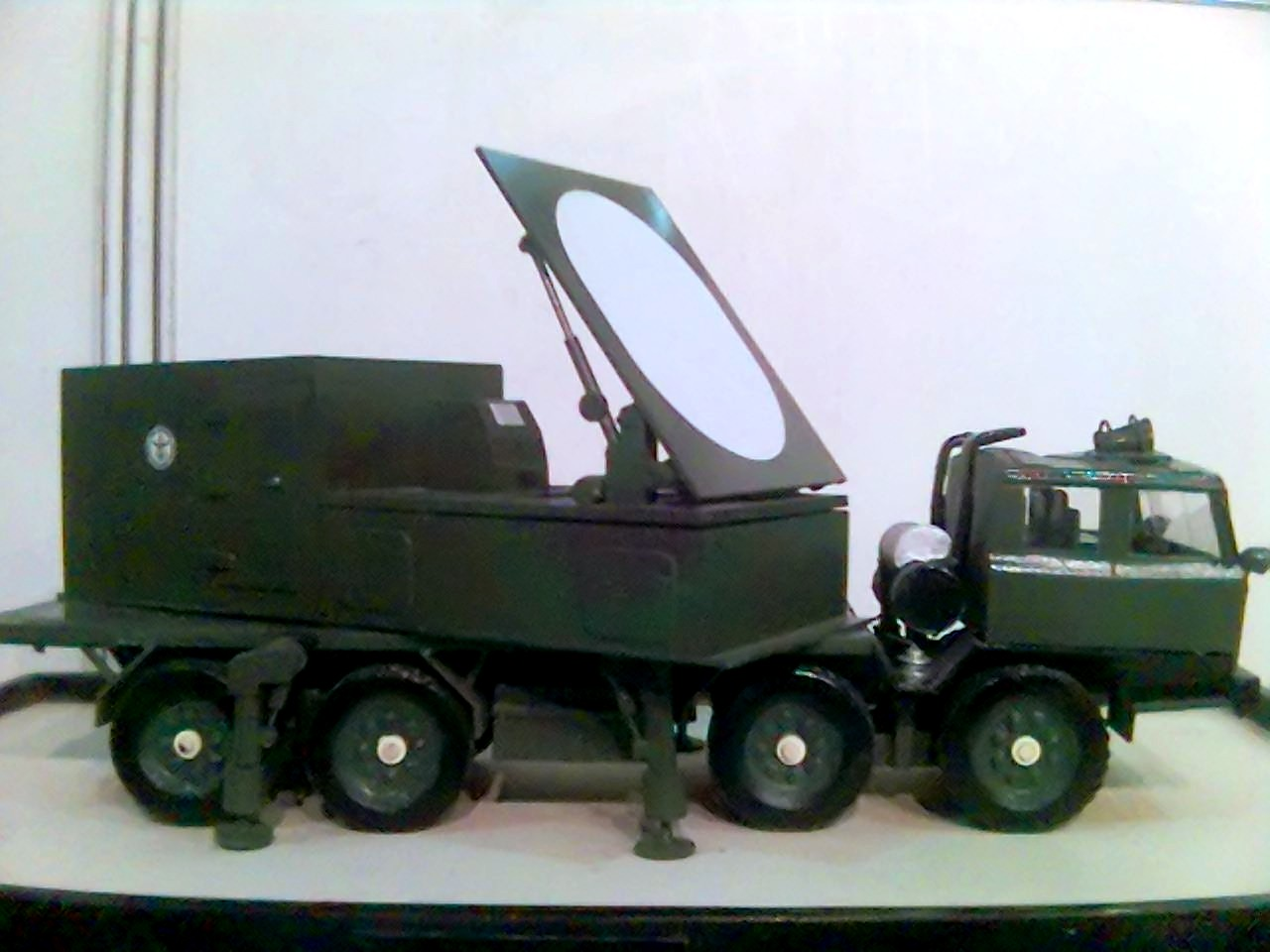
Modèle réduit du BEL Weapon Locating Radar

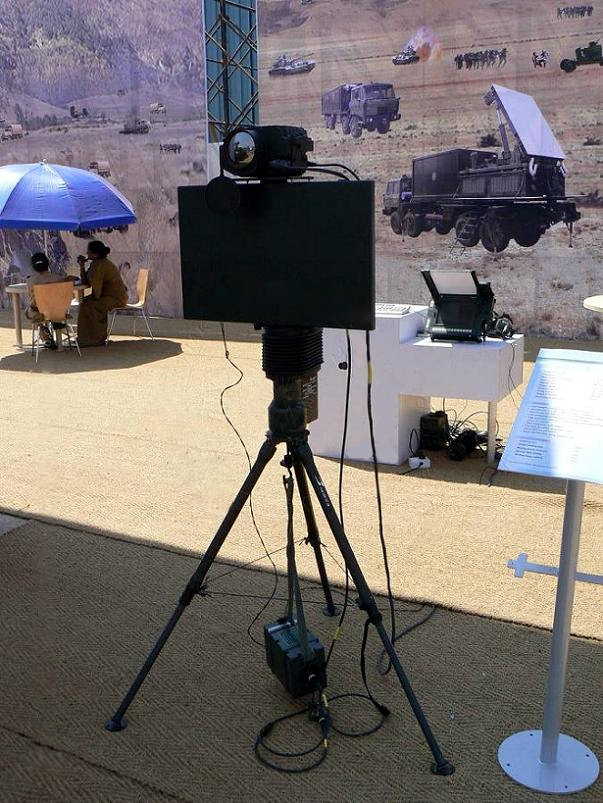
BEL Battle Field Surveillance Radar(BFSR-SR)

BEL conçoit, développe et fabrique une gamme de produits dans les domaines suivants :
- Machines à voter électroniques[14]
- Machine à voter à vérification indépendante[15]
- Feux de circulation[16]
- Radars
  - Radar de localisation d’armes BEL
  - Radar de surveillance de champ de bataille BEL
  - Radar Doppler indien
  - Système de guerre électronique Samyukta
  - Radar d’acquisition centralisé (3D-CAR)
  - Reporter Radar
- Télécommunication
- Diffusion du son et de l’image
- Opto-électronique
- Technologies de l’information
- Semi-conducteurs
- Armes
  - Akash (missile) en partenariat avec l’Ordnance Factory Board
- Sonars
- Système de communication composite (CCS)
- Système de contrôle de tir
- Systèmes de guerre électronique
- F-INSAS en partenariat avec l’Ordnance Factory Board
- Simulateurs
- Électronique de char
- Viseur de jour combiné pour le CCP OFB Arjun
- Communications de Défense
  - Système de communication Data Link II pour le P-8I de la marine indienne
  - Système de gestion de combat pour la marine indienne
- Systèmes de production d’énergie solaire
- Systèmes navals
- Systèmes C4I pour l’armée de l’air
- Une tablette PC à faible coût utilisée dans le cadre du recensement socio-économique des castes de 2011
- Saisie biométrique pour le registre de la population nationale
- Chiffreurs pour le ministère de l’Intérieur
- Radar secondaire IFF (Identify Friend or Foe)
- Radio SDR et IP dans plusieurs bandes de fréquences

Certains produits sont fabriqués par Bharat Electronics Ltd. avec l’aide d’un transfert de technologie.

## Sites
Bharat Electronics Limited possède des unités dans les villes suivantes de l’Inde :
- Bangalore (siège social et usine), Karnataka
- Chennai, Tamil Nadu
- Panchkula, Haryana
- Kotdwar, Uttarakhand
- Ghaziabad, Uttar Pradesh
- Pune, Maharashtra
- Hyderabad, Telangana
- Navi Mumbai
- Machilipatnam, Andhra Pradesh

### Bureaux à l’étranger
- New York
- Singapour
- Hanoï, Viêt Nam
- Rangoun, Myanmar
- Mascate, Oman
- Colombo, Sri Lanka

### Bureaux régionaux
- New Delhi
- Bombay
- Calcutta
- Visakhapatnam

## Filiales

### BEL Optronic Devices Ltd
BEL Optronic Devices Ltd. est une filiale de BEL. Elle a été fondée en 1990 dans le but de mener des activités de recherche, de développement et de fabrication de tubes intensificateurs d’image et d’unités d’alimentation haute tension associées pour une utilisation dans les systèmes militaires, de sécurité et commerciaux. La société, dont le siège social est situé à Pune, a réalisé un chiffre d’affaires cumulé de 516 millions de livres sterling (6,5 millions de dollars américains) au cours de l’exercice 2007

## Coentreprises

### BEL Thales Limited
BEL-Thales Systems Limited est une coentreprise entre Bharat Electronics Limited et Thales. Constituée le 28 août 2014, la société est située dans la zone industrielle BEL, Jalahalli, Bangalore.

### GE-BE Pvt Limited
GE-BE Pvt Limited a été créée en 1997 en tant que coentreprise entre Bharat Electronics Limited et General Electric Medical System. L’usine basée à Whitefield, Bangalore, fabrique des tubes à rayons X pour les systèmes RAD & F et CT, ainsi que des composants tels que des réservoirs haute tension et des modules de détection pour les systèmes CT. Les produits sont exportés dans le monde entier et répondent aux normes de sécurité et réglementaires spécifiées par la FDA, CE, MHW, AERB et l’installation a été accréditée ISO-9001 ; Certifications ISO-13485 et ISO-14001. GE-BEL commercialise également les tubes à rayons X conventionnels fabriqués dans l’unité de Pune de BEL. En 2004-2005, GE-BEL a réalisé un chiffre d’affaires de plus de 4,50 milliards de livres sterling (97 millions de dollars US), dont plus de 4,30 milliards de dollars d’exportation (92 millions de dollars US). Depuis 1998, l’entreprise est reconnue pour ses performances exceptionnelles à l’exportation par les conseils de promotion des exportations.

## Propriété
En septembre 2018, Bharat Electronics Limited était principalement détenue par le gouvernement central (66 %), des fonds communs de placement et UTI (14 %), des investisseurs institutionnels étrangers (6 %), des investisseurs individuels (5 %) et des compagnies d'assurance (4 %).

## Développements récents
Bharat Electronics Limited a créé une coentreprise avec General Electric (GE) USA, pour la fabrication de réservoirs haute tension et de modules de détection pour les systèmes de tomodensitométrie (CT) et de tubes à rayons X de niveau avancé. La société est en train de s’associer à Bharat Heavy Electricals Limited (BHEL) pour créer une coentreprise de fabrication de composants solaires photovoltaïques. BEL a signé un protocole d’accord avec Indus Teqsite, Chennai, pour la conception et le développement de sous-systèmes numériques pour ses équipements, des systèmes de test pour ses radars, son avionique et sa guerre électronique, et un autre avec la société française Thales International pour la création d’une coentreprise pour les radars civils et de défense. BEL a signé un protocole d’accord avec Textron Systems pour fournir des systèmes de capteurs au sol sans surveillance humaine (UGS) nicro-observer aux agences de sécurité indiennes.
BEL envisage de mettre en place une usine de fabrication de puces semi-conductrices aux côtés de Hindustan Aeronautical (HAL).

## Cellule de coordination des clients
Récemment, BEL a mis en place une cellule de coordination des clients. Les clients de BEL comprennent des membres de l’armée, de la marine, de l’armée de l’air, des paramilitaires, des garde-côtes (Inde, Seychelles, Maldives, Sri Lanka), de la police, de Doordarshan, de All India Radio, du ministère des Télécommunications et les consommateurs de composants électroniques professionnels sont autorisés à enregistrer leurs plaintes auprès de la cellule de coordination des clients par téléphone, fax ou Internet.